# Gabe Muoneke
Nnadubem Gabriel Enyinaya Muoneke, detto Gabe (Ann Arbor, 7 febbraio 1978), è un ex cestista nigeriano.